# Географски координатни систем
Географски координатни систем је координатни систем који се користи у географији и омогућава да свако место на планети Земљи буде одређено скупом бројева, слова или симбола. Координате се често бирају тако да један број представља вертикалну позицију, а два или три броја представљају хоризонтални положај. Исказују се географском ширином, дужином и висином.
За одређивање локације на дводимензионалној карти потребна је картографска пројекција. Географска ширина се мери од екватора, па Земљини полови представљају максималних 90° географске ширине. Географска дужина се мери од Гриничког меридијана и може ићи до 180° западно или источно. То је најједноставнији, најстарији и најшире коришћени од различитих просторних референтних система који су у употреби, и чини основу за већину других. Иако географска ширина и дужина формирају координатни скуп попут картезијанског координатног система, географски координатни систем није картезијански, јер су мерења углови и нису на равној површини.
Због неравнина површине и због утицаја гравитационих сила, Земља није прави глобус и није потпуни елипсоид, него геоид. Да би карта била прецизнија за навигацију, а због разлика у површини на разним деловима планете било је потребно увести различите математичке шеме у пројекцији за сваки регион. Такав унапред дефинисан координатни систем називамо картографским датумом.
Потпуна GCS спецификација, као што су оне наведене у стандардима EPSG и ISO 19111, такође укључује избор геодетског датума (укључујући земаљски елипсоид), пошто ће различити датуми дати различите вредности географске ширине и дужине за исту локацију.

## Историја
Проналазак географског координатног система се углавном приписује Ератостену из Кирене, који је саставио своју сада изгубљену Географију у Александријској библиотеци у 3. веку пре нове ере. Век касније, Хипарх из Никеје је побољшао овај систем одређивањем географске ширине на основу мерења звезда, а не соларне висине и одређивањем географске дужине на основу времена помрачења Месеца, а не из израчунавања координата. У 1. или 2. веку, Маринос од Тира је саставио опширан глосар географских имена и математички уцртао мапу света користећи координате мерене источно од почетног меридијана на најзападнијој познатој земљи, означеној Острвима блажених, на обали западне Африке око Канарских или Зеленортских острва, а мерено северно или јужно од острва Родос код Мале Азије. Птоломеј му је приписао заслуге за потпуно усвајање географске дужине и ширине, а не за мерење географске ширине у смислу дужине летњег дана.
Птолемејева Географија из 2. века користила је исти почетни меридијан, али је уместо тога мерену географску ширину од екватора. Након што је њихово дело преведено на арапски у 9. веку, Ал-Харизмијева Књига описа Земље исправила је Маринусове и Птоломејеве грешке у погледу дужине Средоземног мора, што је довело до тога да средњовековна арапска картографија користи почетни меридијан око 10° источно од Птоломејеве линије. Математичка картографија је настављена у Европи након што је Максим Планудес пронашао Птоломејев текст нешто пре 1300. године; текст је превео на латински у Фиренци Јакобус Ангелус око 1407. године.
Године 1884, Сједињене Државе су биле домаћин Међународне меридијанске конференције, којој су присуствовали представници двадесет пет нација. Њих двадесет и двоје су се сложили да усвоје географску дужину Краљевске опсерваторије у Гриничу у Енглеској као нулту референтну линију. Доминиканска Република је гласала против предлога, док су Француска и Бразил били уздржани. Француска је усвојила средње време по Гриничу уместо локалних одредби Париске опсерваторије 1911.

## Ширине и дужине
„Латитуда“ (скраћеница: Лат., ϕ или фи) тачке на површини Земље је угао између екваторијалне равни и праве линије која пролази кроз ту тачку и кроз (или близу) центра Земље. Линије које спајају тачке исте географске ширине прате кругове на површини Земље који се називају паралелама, јер су паралелни са екватором и једна са другом. Северни пол је 90° Н; Јужни пол је 90° Ј. Паралела географске ширине од 0° је означена као екватор, основна раван свих географских координатних система. Екватор дели глобус на северну и јужну хемисферу.
„Лонгитуда“ (скраћеница: Лонг., λ или ламбда) тачке на површини Земље је угао источно или западно од референтног меридијана до другог меридијана који пролази кроз ту тачку. Сви меридијани су половине великих елипса (које се често називају великим круговима), које се спајају на северном и јужном полу. Меридијан Британске Краљевске опсерваторије у Гриничу, на југоистоку Лондона, у Енглеској, је међународни почетни меридијан, иако неке организације — као што је француски Национални институт за географске и шумске информације — настављају да користи друге меридијане у унутрашње сврхе. Главни меридијан одређује праву источну и западну хемисферу, иако карте често деле ове хемисфере западније како би Стари свет задржали на једној страни. Антиподни меридијан Гринича је и 180°З и 180°И. Ово не треба мешати са међународном линијом датума, која одступа од њега на неколико места из политичких разлога и разлога погодности, укључујући између крајње источне Русије и крајњих западних Алеутских острва.
Комбинација ове две компоненте одређује положај било које локације на површини Земље, без обзира на висину или дубину. Визуелна мрежа на мапи коју чине линије географске ширине и дужине позната је као гратикула. Почетна/нулта тачка овог система налази се у Гвинејском заливу око 625 km (390 mi) јужно од Теме, у Гани, локације која се често шаљиво назива Нулто острво.

## Примена у практичној картографији
Све карте које користе исти датум су међусобно усклађене и подаци прочитани са једне карте могу директно да се преносе на било коју другу карту која је у истом датуму. Али, као што постоји више дефиниција елипсоида који описују облик Земље тако постоје и многи различити датуми карата, прилагођени потребама неке одређене територије. Постојањем великог броја датума карата који су у употреби појавила се потреба прерачунавања из једног датума у други, како би се подаци ефективно преносили између карата у различитим датумима.
Да би се коришћење карата поједноставило, 1984. године је установљен светски референтни датум WGS84 (енгл. World Geodetic System 1984) који се узима као референти датум у односу на који се дефинишу сви други регионални датуми.
На подручју Средње Европе и Балкана (у земљама у окружењу као и на топографским картама бивше Југославије) у употреби је Гаус-Кригерова (енгл. Transverse Mercator) пројекција, у Херманскогел датуму који користи елипсоид Бесел (енгл. Bessel) 1841. На картама у овој пројекцији основне кординате су метричке што је практично за пренос на ГПС уређај или на друге карте.